# 呉市交通局800形電車
呉市交通局800形電車（くれしこうつうきょく800がたでんしゃ）は、かつて日本・広島県呉市に存在した路面電車である呉市電に導入された電車。当時の最新技術を搭載した車両として1955年から営業運転に投入され、1967年からは岡山県岡山市の岡山電気軌道で使用された。

## 概要
1950年代前半に実施された運賃値上げの引き換えとしてのサービス向上を目的に、呉市電を運営していた呉市は1954年度の予算に新型電車の導入費用を組み込んだ。これを基に2両が製造されたのが800形である。
2枚の運転台窓がある軽量鋼を用いた全金属製車体を有し、自動で開閉する乗降扉は向かって中央と左側、左右非対称に配置されていた。車内の座席はスプリングとラテックスを併用し、柔らかいクッションと合わせて乗り心地が従来の車両から改善されており、車内照明の蛍光灯も従来の車両から明るくした他、吊革についても走行時の揺れが少ない金属製反転式が採用された。また、前方に加えて側面にも方向幕が設置され、大きさも従来の車両と比べ大型化した。この車体は帝國車輛工業によって製造された。
住友金属が製造した一体鋳鋼製枠の台車（FS-70）については金属の摩擦部や接触部に防振ゴムが挿入された他、従来の車両で板ばねが用いられていた部分をゴムばねに改める事で騒音や振動の抑制が図られた。また軸受部分にはローラーベアリングが採用され、スムーズな加減速が可能となった。電気機器については三菱電機が製造したものを用いた。
これらの最新技術を多数採用した事や騒音・振動を抑えた設計から、800形は「PCC形」、もしくは「無騒音電車」とも呼ばれた。

## 運用
2両（801、802）が製造された800形は1955年に製造され、試運転を経て同年5月30日から営業運転を開始した。営業開始当初、前照灯は運転台窓や方向幕の上に設置されていたが、後年に運転台窓の下へ移設された。
その後、呉市電が全廃される直前の1967年5月16日付で800形は2両とも岡山県岡山市に路面電車の路線を有する岡山電気軌道へ譲渡され、ワンマン化や集電装置の交換などの改造を経て、同年12月30日から2000形（2001、2002）として営業運転に投入された。以降は呉市電をはじめ各地から譲渡されたボギー車と共に従来の2軸車を置き換え、13年の間主力車両として使用されたが、1980年4月10日付で2両とも廃車され、台車や機器は7000形に流用された。